# Elena Andreea Taloș
Elena Andreea Taloș, z d. Panțuroiu (ur. 24 lutego 1995 w Câmpulung) – rumuńska lekkoatletka specjalizująca się w trójskoku. Okazjonalnie startuje także w wielobojach.
Srebrna medalistka mistrzostw Europy juniorów w Rieti (2013). W 2015 zdobyła w Tallinnie srebrny medal młodzieżowych mistrzostw Europy. Piąta zawodniczka halowych mistrzostw świata (2016). Złota medalistka mistrzostw Europy do lat 23 (2017). Rok później zajęła miejsce tuż za podium podczas czempionatu Starego Kontynentu w Berlinie.
Złota medalistka mistrzostw Rumunii w różnych konkurencjach oraz reprezentantka kraju na drużynowych mistrzostwach Europy. Stawała na najwyższym stopniu podium mistrzostw krajów bałkańskich juniorów i juniorów młodszych.
Rekordy życiowe: stadion – 14,47 (19 czerwca 2018, Montreuil); hala – 14,33 (4 lutego 2017, Bukareszt oraz 3 marca 2018, Birmingham).

## Osiągnięcia
| Rok  | Impreza                                  | Miejsce        | Lokata            | Wynik  |
| ---- | ---------------------------------------- | -------------- | ----------------- | ------ |
| 2011 | Mistrzostwa świata juniorów młodszych    | Lille          | el. – 24. miejsce | 12,19  |
| 2013 | Mistrzostwa Europy juniorów              | Rieti          | 2. miejsce        | 13,36  |
| 2014 | Mistrzostwa świata juniorów              | Eugene         | 5. miejsce        | 13,73w |
| 2015 | Halowe mistrzostwa Europy                | Praga          | el. – 17. miejsce | 13,59  |
| 2015 | Młodzieżowe mistrzostwa Europy           | Tallinn        | 2. miejsce        | 14,13  |
| 2015 | Mistrzostwa świata                       | Pekin          | el. – 18. miejsce | 13,58  |
| 2016 | Halowe mistrzostwa świata                | Portland       | 5. miejsce        | 14,11  |
| 2016 | Mistrzostwa Europy                       | Amsterdam      | el. – 16. miejsce | 13,63  |
| 2016 | Igrzyska olimpijskie                     | Rio de Janeiro | el. – 16. miejsce | 14,00  |
| 2017 | Halowe mistrzostwa Europy                | Belgrad        | el. – 11. miejsce | 13,84  |
| 2017 | Młodzieżowe mistrzostwa Europy           | Bydgoszcz      | 1. miejsce        | 14,27  |
| 2017 | Mistrzostwa Świata                       | Londyn         | el. – 14. miejsce | 14,02  |
| 2018 | Halowe mistrzostwa świata                | Birmingham     | 4. miejsce        | 14,33  |
| 2018 | Mistrzostwa Europy                       | Berlin         | 4. miejsce        | 14,38  |
| 2019 | I liga drużynowych mistrzostw Europy     | Sandnes        | 2. miejsce        | 14,24w |
| 2019 | Mistrzostwa świata                       | Doha           | 11. miejsce       | 14,07  |
| 2022 | Mistrzostwa Europy                       | Monachium      | 8. miejsce        | 14,01  |
| 2023 | Halowe mistrzostwa Europy                | Stambuł        | el. – 13. miejsce | 13,39  |
| 2023 | Mistrzostwa świata                       | Budapeszt      | el. – 15. miejsce | 14,06  |
| 2024 | Halowe mistrzostwa świata                | Glasgow        | 10. miejsce       | 13,65  |
| 2024 | Mistrzostwa Europy                       | Rzym           | el. – 20. miejsce | 13,59  |
| 2024 | Igrzyska olimpijskie                     | Paryż          | 10. miejsce       | 14,03  |
| 2025 | Halowe mistrzostwa Europy                | Apeldoorn      | el. –             | NM     |
| 2025 | II dywizja drużynowych mistrzostw Europy | Maribor        | 1. miejsce        | 14,18  |